# Pueblo Bonito
Pueblo Bonito (spansk for smuk by) er det største og mest kendte storhus i Chaco Culture National Historical Park i det nordlige af New Mexico. Det blev bygget af Oprindelige Puebloere, der boede i strukturen mellem AD 828 og 1126.
Ifølge National Park Service er "Pueblo Bonito is the most thoroughly investigated and celebrated cultural site in Chaco Canyon. Planned and constructed in stages between AD 850 to AD 1150 by ancestral Puebloan peoples, this was the center of the Chacoan world." Antropolog Brian Fagan har sagt, at "Pueblo Bonito er et arkæologisk ikon, lige så berømt som Englands Stonehenge, Mexicos Teotihuacan eller Perus Machu Picchu."

## Yderligere læsning
- Heitman, Carrie C.; Plog, Steve, red. (2015). Chaco Revisited: New Research on the Prehistory of Chaco Canyon, New Mexico. University of Arizona Press. ISBN 978-0816531608.
- Nobel, David Grant, red. (2004). In Search of Chaco: New Approaches to an Archaeological Enigma. School of American Research Press. ISBN 978-1930618428.
- Simpson, James H. (2003).  McNitt, Frank (red.). Navajo Expedition: Journal of a Military Reconnaissance from Santa Fe, New Mexico, to the Navaho Country, Made in 1849. University of Oklahoma Press. ISBN 978-0806135700.

## Externe henvisninger
- The Mystery of Chaco Canyon a PBS documentary narrated by Robert Redford
- Chaco Canyon, a Photo Gallery
- Pueblo Bonito: 1995 Site Guide
- New Research at Pueblo Bonito